# Доминион (Звёздный путь)
Доминион (англ. Dominion) — вымышленное межзвездное государство и военная сверхдержава из научно-фантастической вселенной «Звездного Пути», состоящая из сотен доминируемых инопланетных видов. Доминион подчиняется Меняющимся/Основателям, расе оборотней, ответственных как за создание Доминиона, так и за все стратегические решения, принимаемые на протяжении всей его истории. Доминион управляется вортами - клонами, специально генетически спроектированными Основателями для выполнения функций полевых командиров, администраторов, ученых и дипломатов. Джем'Хадар, также спроектированные основателями, являются военным оружием Доминиона и одной из самых мощных военных сил в галактике во времена господства Доминиона.
Доминион впервые появился в эпизоде «Джем’Хадар» телесериала «Звёздный путь: Глубокий космос 9» и безуспешно вел войну с Объединённой федерацией планет после молчаливой аннексии Кардассии в Альфа-квадранте.

## Концепция появления
В 2002 году продюсер сериала «Звёздный путь: Глубокий космос 9» Айра Стивен Бер заявил, что в отличие от некоторых сюжетов, возникших из одной маленькой идеи, создание Доминиона и его сюжетная линия были «очень хорошо продуманы». Бер сказал, что самое первое упоминание Доминиона было намеренно допущено в комическом эпизоде второго сезона «Правила приобретения», чтобы оставить у зрителей сомнение «Насколько это важно?». Было решено, что Гамма-квадранту нужна атмосфера, которая отличала бы его от Альфа-квадранта. Продюсеры хотели изобразить регион как нечто иное, чем просто «неизведанное пространство», и избежать подражания приключениям в сериале «Звёздный путь: Следующее поколение» с другой серией сюжетов, сосредоточенных в первую очередь на темах исследования. После 18 месяцев трансляции «Глубокого космоса 9» продюсеры решили охарактеризовать Доминион как «анти-Федерацию». Писатель и сценарист Роберт Хьюитт Вольф объяснил, что этот шаг также отличал «Глубокий космос 9» от его преемника - сериала «Звёздный путь: Вояджер», в котором потерянный корабль Федерации Вояджер NCC-74656 пересекает хаотичный и разделенный Дельта-квадрант Млечного Пути.
Вместо того, чтобы ввести одну инопланетную расу, одновременно были введены три: Меняющиеся, ворта и Джем'Хадар. Эта троица должна была представлять собой фронт древней цивилизации, объединённый страхом, в противоположность единству Федерации, поддерживаемому узами дружбы. Бер, Вольф, писатель Питер Аллан Филдс и Джим Крокер присутствовали на встречах по разработке концепций этих видов и нашли общее вдохновение в трилогии романов «Основание» Айзека Азимова. Исполнительный продюсер Майкл Пиллер предложил идею о том, что основатели Доминиона будут расой, к которой принадлежит Одо, к концу второго сезона и обнаружил, что Бер и Вольф также обсуждали эту возможность. Этот персонаж был введен без знания его истинного происхождения. Пиллер утверждает, что попытка создать нового злодея была одной из самых сложных задач, которые он предпринял в своей работе в «Звёздном пути». Вольф видит сходство между вымышленными Основателями и Римской империей в том, что вид сначала использует дипломатию, обман и культурную экспансию для достижения своих целей, прежде чем в конечном итоге прибегнуть к принуждению. Вольф также охарактеризовал Доминион как империю «кнута и пряника», в которой ворта предлагали пряник, а Джем'Хадар держали кнут.

## Входящие расы
Доминион включил в себя огромное количество планет и обитающих на них видов, в том числе:
- Джем'Хадар
- Сон'а
- Ворта
- Охотники
- Скрриа
- Каремма
- Доси
- Брин
- Меняющиеся/Основатели
- Кардассианцы

Мало что известно относительно внутреннего устройства Доминиона, кроме того факта, что Джем'Хадар и ворта выполняют основные военные и административные функции соответственно.

## История

### Ранняя история
Доминион был основан между 2 000 и 10 000 лет до событий сериала «Звёздный путь: Глубокий космос 9» метаморфами, расой жидких форм жизни, способных использовать трансформацию как средство защиты от широко распространенного преследования, с которым они столкнулись от гуманоидных рас (которых они называли «твёрдыми»). Эти Меняющиеся генетически спроектировали серию «рас рабов», в качестве армии своей новой империи, которые назвали их Основателями.

### Первый контакт и эскалация
Доминион был неизвестен силам Альфа-квадранта до открытия баджорской червоточины в 2369 году, что положило начало исследованию Гамма-квадранта цивилизациями Альфа-квадранта. В 2370 году войска Джем'Хадар уничтожили многочисленные колонии и корабли Баджорцев и Федерации в Гамма-квадранте и захватили командующего Бенджамина Сиско, поскольку Доминион потребовал от Федерации остаться на их стороне червоточины. Флагман Федерации, USS Odyssey, был уничтожен атакой камикадзе после того, как Федерация спасла Сиско - этим Доминион продемонстрировал не только способность проникать сквозь щиты кораблей Федерации, но и фанатичную преданность своему делу, совершив террористический акт против отступающего корабля только чтобы показать свою решимость. В результате этого инцидента Федерация ввела в строй звездолёт Дефайнт NX-74205 (изначально предназначенный для борьбы с борг), дополнив его Ромуланским маскирующим устройством, и начала подготовку к резкому увеличению оборонительных возможностей космической станции «Глубокий космос 9».
Миссия Федерации на следующий год по поиску и установлению мира с Основателями закончилась катастрофически, когда мирная экспедиция была захвачена и подвергнута галлюциногенным манипуляциям, чтобы проверить готовность Федерации напасть на Доминион. В результате этого инцидента было установлено, что руководителями Доминиона (ранее неизвестными) были Меняющиеся. Меняющиеся оправдывали свои действия необходимостью защитить свой вид от преследования «неизменными», а также говорили о долге и склонности «наводить порядок в хаотичной Вселенной».
В результате реальной угрозы Доминиона, многочисленные силы Альфа-квадранта действовали с усиленной подготовкой и паранойей, одним из проявлений которой была попытка Ромуланцев насильственно разрушить червоточину. Несмотря на предупреждения Доминиона, Федерация продолжала составлять карты Гамма-квадранта. Основатели начали проникать в Альфа-квадрант и даже сеять хаос на самой Земле. В 2371 году объединенный флот разведывательных организаций Кардассианского Союза и Ромуланской звездной империи предпринял попытку нанести удар по Гамма-квадранту замаскированным флотом, стремясь уничтожить родной мир Основателей и лишить Доминион руководства. Из-за интенсивного манипулирования Меняющимися, этот совместный флот попал в засаду во время нападения на заброшенную планету (которая, как предполагалось, является родным миром Основателей) и был полностью уничтожен. Позже выяснилось, что главным поборником нападения на Доминион был Меняющийся. Эта неудача ослабила кардассианцев и ромулан и проложила путь для вторжения Доминиона в Альфа-квадрант. Меняющийся в облике посла Федерации Краженского сообщает недавно назначенному капитану Сиско, что на Тзенкете (родной планенте разы Тзенкети) произошел переворот. Позже Меняющийся саботирует «Дефайнт» и перепрограммирует его цель на корабли Тзенкети, в надежде, что нападение на Тзенкети вызовет начало войны, позволив Доминиону захватить Альфа-Квадрант. Федерация останавливает Меняющегося и берет под свой контроль «Дефайнт».
Альфа-квадрант погружается в конфликт, когда Клингонская империя обвиняет Кардассианский Союз в том, что он находится под контролем Основателей. Когда Федерация осудила нападение клингонов на Кардассию, Гаурон изгнал граждан Федерации из клингонского пространства, отозвал их послов и вышел из Китомерских соглашений. Федерация и кардассианцы в течение нескольких месяцев вели вооруженную борьбу против клингонов. Позже Бенджамин Сиско, Ворф, Майлз О'Брайен и Одо доказали, что в рядах клингонов затесался предатель-Меняющийся, притворяющийся генералом Мартоком. Канцлер Гаурон вернулся к  Китомерским соглашениям и вступил в борьбу с Доминионом.

### Война Доминиона(2373–2375)
Доминион закрепился в Альфа-квадранте, когда Гал Дукат объявил, что Кардассианский союз присоединяется к Доминиону в 2373 году. Доминион помог кардассианцам подавить Федеральную террористическую группу, известную как Маки. Открытые боевые действия начались несколько месяцев спустя, когда Федерация заминировала червоточину для предотвращения прибытия кораблей Доминиона. В ответ Доминион атаковал и захватил космическую станцию «Глубокий космос 9», в то время как Федерация и клингонская оперативная группа уничтожили верфь Доминиона. Альянс нёс жестокие потери в течение более трех месяцев, пока капитан Сиско не организовал оперативную группу для возвращения «Глубокого космоса 9». Получив разведданные, что Доминион почти снял минное поле, флот Федерации вынужден был напасть до того, как удалось собрать все силы, и оказался заблокированным численно превосходящим Доминионо-кардассианским флотом. После многочасовых боев корабли Доминиона были окружены прибывшим большим клингонским флотом, который выиграл сражение, что позволило «Дефайнту» прорваться на станцию «Глубокий космос 9». На подходе к станции Сиско обнаружил, что минное поле деактивировано, но после его контакта с Пророками перемещающиеся сквозь червоточину подкрепления Доминиона были перемещены в другое измерение. В результате этих военных потерь Доминион покинул станцию и отступил на кардассианскую территорию. Федерация сохранила контроль над «Глубоким космосом 9» до конца войны.
После этой акции интенсивность войны уменьшилась, и некоторое время серьезно обсуждалась возможность мирных переговоров. Однако Доминион снова перешел в наступление, неожиданно захватив Бетазед. Под угрозой проникновения Доминиона во внутреннюю сферу своих территорий, силы Федерации и Клингонской империи разработали новую стратегию. Благодаря успешной уловке, Ромуланская звездная империя была обманом объединена с двумя другими силами Альфа-квадранта, в ответ на слухи о том, что Доминион планирует атаковать их империю. Когда три расы объединились против них, Доминион был отброшен назад, а новый альянс даже захватил кардассианскую планету Чин'тока (на которой был расположен самый большой узел связи Доминиона, что позволило Альянсу подключаться к коммуникациям Доминиона).
Позже в войне таинственная раса, известная как брины, объединила свои силы с Доминионом и начала разрушительное нападение на штаб-квартиру Звёздного Флота на Земле (DS9, «Изменчивое лицо зла»). Позже брины помогли Доминиону и кардассианцам отобрать у Альянса планету Чин'тока. Еще более удручающим было использование ими уникального устройства для отвода энергии, которое истощало весь запас энергии их врагов, оставляя их беззащитными. Первоначально только клингонские корабли (после небольшой модификации варп-ядра) были невосприимчивы к воздействию оружия бринов. Однако Кира Нерис, действуя в тандеме с кардассианскими повстанцами, украла устройство для отвода энергии бринов и передала его Альянсу для обратного инжиниринга. Доминиону удалось уничтожить повстанцев.
Вскоре после этого под руководством легата Дамара (преемника Дуката), ставшего одним из мятежников, не уничтоженных Доминионом, произошла кардассианская революция против господства Доминиона. Успешная атака мятежников вывела из строя планетарную энергосистему Кардассии. В отместку за сопротивление Доминион уничтожил город Lakarian. Когда весть об этом злодеянии дошла до флота Доминиона, участвующего в ожесточенной битве с силами Альянса, кардассианские корабли перешли на другую сторону и атаковали своих бывших командиров -  бринов и Джем'Хадар. Корабли Доминиона отступили к Кардассии и по приказу женщины-Основательницы начали геноцидное нападение на кардассианский народ, в конечном счете убив более 800 миллионов кардассианцев в течение нескольких часов. Одо удалось убедить Основательницу сдаться, тем самым избавив альянс от сокрушительных потерь и предотвратив уничтожение всей кардассианской расы. (DS9, «То, что ты теряешь»)
Сами Основатели были почти уничтожены инфекцией, которая, как выяснилось, была биологическим оружием, разработанным агентами секретного агентства Федерации «Отдел 31», которые намеренно заразили Одо, в надежде, что он пройдет через ритуал Единения, разделив инфекцию со всеми Основателями. Инфекция у Одо была бессимптомной и проявилась только после заражения Основателей. Джулиан Башир смог восстановить информацию о лекарстве от Лютера Слоана, оперативника «Отдела 31», и изготовил лекарство, которое спасло Одо. В то время как Доминион был отброшен на Кардассию Прайм, Одо связался с женщиной-Оосновательницей, вылечив её и убедив сдаться союзным силам Федерации. После прекращения военных действий Основатели были излечены, когда Одо вернулся в Единение после подписания мирного договора между Доминионом и Федерацией.

### После войны
Состояние Доминиона как политического образования после прекращения войны никогда не обсуждалось в каноне «Звездного пути». Условия мирного договора, положившего конец войне, так и не были показаны. В конце войны предполагается, что Доминион все еще удерживает обширные территории в Гамма-квадранте. Возвращение Одо в Единение частично предназначено для того, чтобы поделиться с другими Меняющимися информацией о том, как закончилась война и что он знает о жизни с Неизменными; предположительно, это должно изменить цели и тактику Основателей на систему, которая сосуществует с Неизменными в отличие от стратегии доминирования.
В неканонических романах, опубликованных американским издательством Pocket Books, рассказывается, что силы Доминиона и бринов уходят из кардассианского пространства. Благодаря усилиям Одо Доминион разрешает посетителям Альфа-квадранта возобновить мирные операции в Гамма-квадранте в обмен на то, что они оставят его территорию в покое. Затем Одо предпринимает попытки изменить природу Доминиона, убеждая Основателей пересмотреть свои взгляды на другие виды, а также побуждая некоторых ворта и Джем'Хадар вести себя более независимо. Союзные державы начинают координировать усилия по оказанию помощи Кардассии, используя Баджор в качестве перевалочного пункта. Кардассианский Союз разделен на отдельные протектораты, которые будут оккупированы союзниками, пока  кардассианцы восстанавливают свою планету. За участие в организации войны женщина-Основательница приговорена к пожизненному заключению в тюрьме Ананке Альфа, тюрьме строгого режима Федерации.
В третьем эпизоде сериала «Звёздный путь: Пикар» показано, что радикальная группа метаморфов Доминиона сотрудничала с Борг и Королевой, ради мести Федерации. Проникая на корабли Федерации, метаморфы заражали членов Звёздного флота ДНК Борг, что позволило Королеве ассимилировать их. Однако после победы над Борг и де-ассимиляции экипажей кораблей, оставшиеся на них метаморфы были задержаны Звёздным флотом.

## Другие появления
Доминион появляется в видеоигре «Star Trek: Armada». Первая миссия в кампании Федерации Энтерпрайз NCC-1701-E - защищать базу от кораблей изгоев Джем'Хадар. Позже в игре армада Боргов вторгается в пространство Доминиона, чтобы захватить фабрику клонирования и воскресить Локьютуса Борга - клона Жан-Люка Пикара.
Доминион также появляется в «Star Trek: Conquest» как одна из основных рас и имеет три типа кораблей: разведчик Джем'Хадар, крейсер Джем'Хадар и боевой корабль Джем'Хадар.
В ММОРПГ «Star Trek Online» также представлен Доминион, в том числе несколько играбельных кораблей и персонажей Доминиона. В игре продолжается история флота Доминиона, потерянного в червоточине, Меняющегося Лааса и судьба лидера Основателей после войны Доминиона. Дополнение 2018 года Victory is Life добавляет Джем'Хадар в качестве играбельной расы и показывает Доминион (в лице Меняющегося персонажа Одо) ведущим проигрышную войну с хар'ками, чужеродным видом, связанным с историей клингонов.
В Зеркальной Вселенной Доминион появляется в романе Дэвида Мэка «Star Trek: Section 31 — Disavowed», опубликованном в 2014 году. Зеркальный Доминион во многом похож на свой вид в обычной вселенной, но Основатели здесь гораздо менее авторитарны и даже сами подчиняются законам Доминиона.